# Diederik Volmer

Wapen van Volmer

Diederik Volmer of Diderik Volmer (Winterswijk, 1661 – ?) was burgemeester van Groenlo en verwalter-drost van de heerlijkheid Bredevoort lid van de Raad van State namens het graafschap Zutphen in dienst van Johan Willem Friso van Nassau-Dietz, prins van Oranje.

## Biografie
Diederik werd als Derck te Winterswijk gedoopt op 5 mei 1661. Zijn ouders waren rentmeester Willem Volmer en Maria Groen. Op 21 november 1701 wordt Diederik benoemd tot verwalter-drost van Bredevoort. In 1713 trouwt Diederik met Christina Elisabetha Caper van Holthuisen tot Deventer.

## Bron
- GROENLO Trouwboek 1709-1753 (PDF)
- inghist.nl
- geldersarchief.nl
- Codex gelro zutphanicus
- Genealogische gegevens Diederik Volmer in database Yvette Hoitink